# Limbonic Art
I Limbonic Art sono una symphonic black metal band norvegese.
Il gruppo, proveniente da Sandefjord, si distingue per la commistione tra il black metal e partiture sinfoniche. Col passare del tempo il sound del gruppo si è arricchito grazie all'aggiunta di piccoli interventi noise e industrial. A causa dell'assenza di un batterista, al suo posto vengono usate drum machine.

## Storia del gruppo
I Limbonic Art si formarono nel 1993 e nel 1996 firmarono con la label di Samoth, storico membro dei norvegesi Emperor, Nocturnal Art Prod, etichetta che pubblicò il loro album di debutto Moon in the Scorpio. Nel 2003 Daemon e Morfeus (unici due membri della band) annunciarono lo scioglimento del gruppo. I due in realtà si dedicarono ad altri progetti paralleli (Morfeus ottenne un discreto successo con i Dimension F3H, mentre Daemon cantava negli Zyklon già dal 2001). Nel febbraio 2007 tornano sulla scena con l'album Legacy of Evil.
Nel 2009 Morfeus si è unito ai Mayhem a seguito dell'abbandono del chitarrista Blasphemer. Ciò ha sancito la fuoriuscita dello stesso Morfeus dai Limbonic Art, e Daemon è tuttora l'unico membro rimasto.
Nel 2010 pubblicato l'album Phantasmagoria, e nel 2017 Spectre Abysm. Nel 2024 esce Opus Daemoniacal.

## Discografia
- 1996 - Moon in the Scorpio
- 1997 - In Abhorrence Dementia
- 1998 - Epitome of Illusions
- 1999 - Ad Noctum - Dynasty of Death
- 2002 - The Ultimate Death Worship
- 2007 - Legacy of Evil
- 2010 - Phantasmagoria
- 2017 - Spectre Abysm
- 2024 - Opus Daemoniacal

## Membri
- Daemon (Vidar Jensen): voce principale, chitarra, testi
- Morfeus (Kryster Dreyer): chitarra solista, voce, tastiere, effetti elettronici, drum programming, samples